# Frederick Sandys

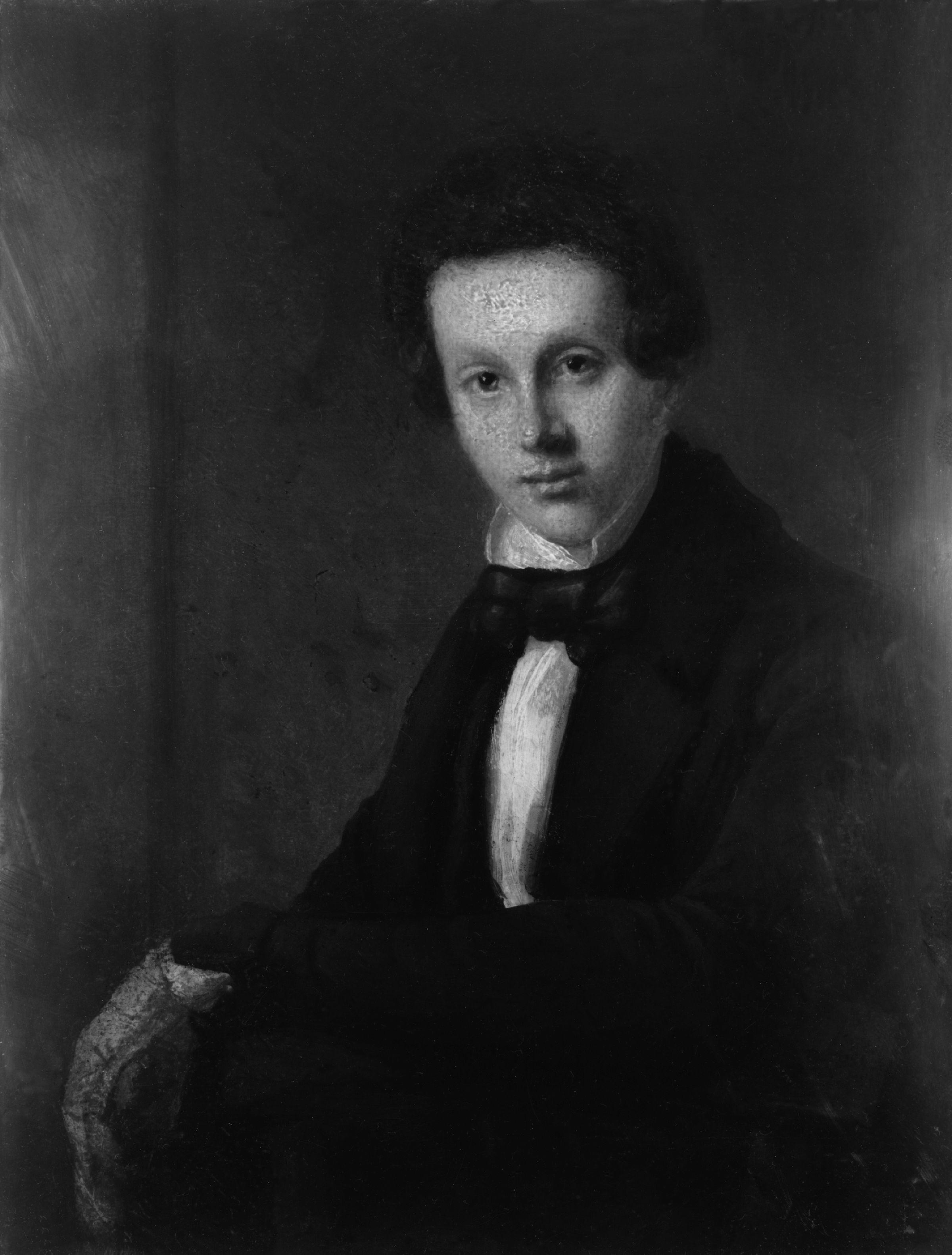
Portret van Frederick Sandys door Anthony Sands, 1848, National Portrait Gallery, Londen

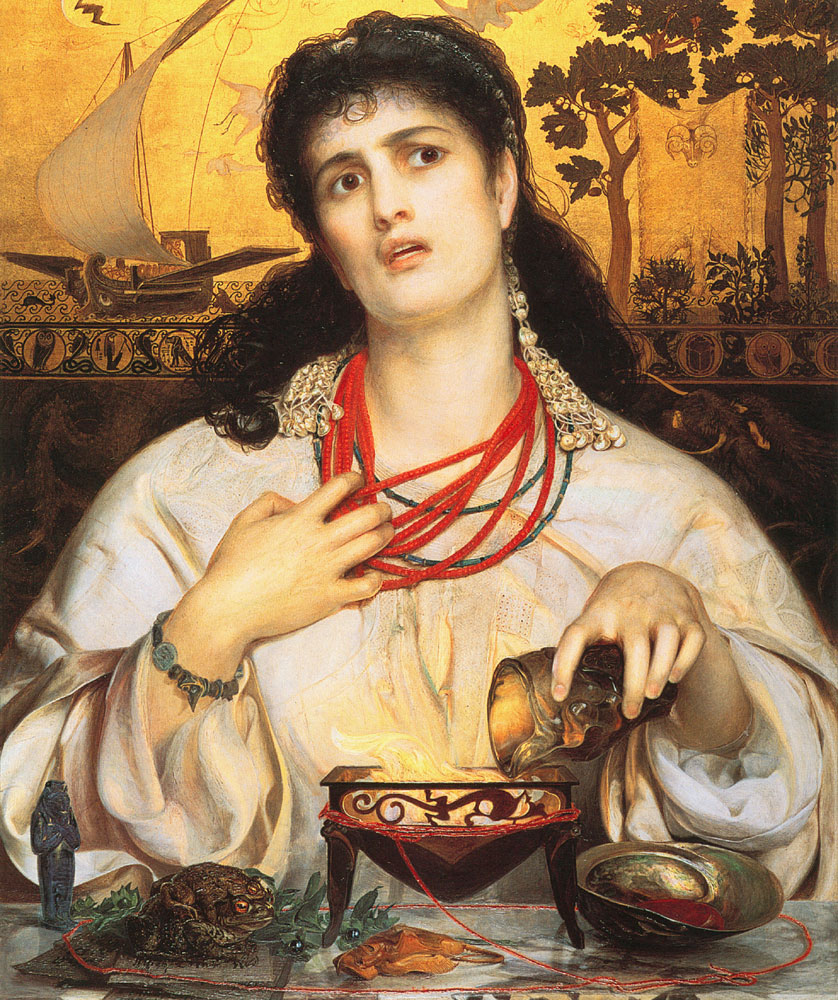
Medea, 1868, Birmingham Museum & Art Gallery

Anthony Frederick Augustus Sandys (geboren als Antonio Frederic Augustus Sands, Norwich, 1 mei 1829 – Londen, 25 juni 1904) was een Engels kunstschilder, tekenaar en illustrator die werkte in de stijl van de Prerafaëlieten.

## Leven en werk
Sandys (de 'y' voegde hij pas later aan zijn naam toe) was de zoon van de schilder Anthony Sands en broer van Emma Sandys. Hij toonde al op zeer jeugdige leeftijd een uitzonderlijk tekentalent. Reeds op tienjarige leeftijd werd een werk van hem tentoongesteld. Op zijn zeventiende kreeg hij een prijs van de Londense Society of Arts voor een in krijt uitgevoerd portret. Hij bezocht de Norwich School of Design en wist de aandacht op zich te vestigen met een spraakmakende karikatuur, getiteld The Nightmare naar het schilderij Sir Isumbras at the Ford van John Everett Millais. Hierin beeldde hij de schilder af samen met diens collega Dante Gabriel Rossetti, zittend op de rug van een ezel met de aanduiding 'J.R.', duidelijk verwijzend naar John Ruskin. Opvallend genoeg werd hem dit door de 'slachtoffers' niet kwalijk genomen: Rossetti en Sandys raakten nauw bevriend en Sandys woonde meer dan een jaar in Rossetti's huis in Chelsea.
Sandys bleek een schilder en tekenaar met bijzondere gaven. Hij werkte zijn producten uiterst gedetailleerd uit, zoals ook de andere Prerafaëlieten deden, en streefde ernaar zijn objecten en personen zeer natuurgetrouw en exact weer te geven. Hij werkte als illustrator voor diverse tijdschriften, waaronder Once a Week, Cornhill Magazine en Good Words. Hij verwierf hiermee brede faam en wordt dan ook gerekend tot de groep van 'Illustrators of the 60s'.
William Michael Rossetti omschreef hem als 'de grootste onder de levende tekenaars'. Veel van zijn werken werden gebruikt voor het maken van gravures. Voor zijn schilderijen koos hij vaak voor thema's uit de mythologie en de verhalen rond Koning Arthur. Bekende werken zijn onder meer Cassandra, Morgan le Fay en Medea.
Sandys' persoonlijke leven was turbulent. Hij leefde als een bohemien, omringd door schilders en schrijvers, en bepaald niet afkerig van vrouwelijk schoon. Hij was een aangenaam causeur, populair bij zijn omgeving en bij het publiek. Hij was getrouwd, maar liet toen hij in 1851 naar Londen vertrok zijn vrouw Georgiana Creed achter in Norwich en keerde niet meer bij haar terug. Hij begon een relatie met twee vrouwen: de actrice Mary Emma Jones en het Roma-meisje Keomi. De laatste, met wie hij vijf jaar lang een affaire onderhield, diende vaak als model, onder meer voor Medea. Mary Jones bleef hem echter trouw en schonk hem negen kinderen. Hoewel het paar niet getrouwd was stond zij algemeen bekend als Mrs. Sandys.
Sandys' levensstijl bracht hem keer op keer in financiële moeilijkheden. Hij begon te drinken en te gokken en raakte diverse keren failliet. Hij werd er dan weer door vrienden bovenop geholpen, die hem geld leenden of werk van hem aankochten. Zijn vriendschap met Rossetti eindigde toen deze hem beschuldigde van het plagiëren van zijn werk.
De weigering, kennelijk om politieke redenen, door de Royal Academy of Arts van het schilderij Medea leidde ertoe dat hij minder in olieverf ging werken. Hij vervaardigde nadien vele portretten in krijt, die overigens ook veel waardering oogstten. Onder de geportretteerden waren Alfred Tennyson, Robert Browning, Matthew Arnold en James Russell Lowell.
Sandys overleed in Kensington op 72-jarige leeftijd.